# Maison de Lazar Paču
La Maison de Lazar Paču (en serbe : Kuća Lazara Pačua, en serbe en écriture cyrillique : Кућа Лазара Пачуа) est située à Belgrade, la capitale de la Serbie, dans la municipalité urbaine de Stari grad. Construite dans les années 1880, elle est inscrite sur la liste des biens culturels de la Ville de Belgrade.

## Présentation
La maison, située 14 rue Simina, a été construite dans les années 1880. Le docteur Lazar Paču (1855-1915) y a vécu de 1890 à 1915.